# Пол Томпсон (хокеїст)
Пол Томпсон (англ. Paul Thompson; 2 листопада 1906, Калгарі — 13 вересня 1991) — канадський хокеїст, що грав на позиції крайнього нападника. Згодом — хокейний тренер.
Володар Кубка Стенлі. Провів понад 600 матчів у Національній хокейній лізі.

## Ігрова кар'єра
Хокейну кар'єру розпочав 1924 року.
Протягом професійної клубної ігрової кар'єри, що тривала 14 років, захищав кольори команд «Нью-Йорк Рейнджерс» та «Чикаго Блек Гокс».
Загалом провів 630 матчів у НХЛ, включаючи 48 ігор плей-оф Кубка Стенлі.

## Тренерська робота
1938 року розпочав тренерську роботу в НХЛ, сім сезонів тренував клуб «Чикаго Блекгокс».

## Нагороди та досягнення
- Володар Кубка Стенлі в складі «Нью-Йорк Рейнджерс» — 1928.
- Володар Кубка Стенлі в складі «Чикаго Блек Гокс» — 1934, 1938.
- Друга команда всіх зірок НХЛ — 1936.
- Перша команда всіх зірок НХЛ — 1938.

## Статистика
| Сезон        | Клуб                 | Ліга         | Регулярний сезон | Регулярний сезон | Регулярний сезон | Регулярний сезон | Регулярний сезон | Плей-оф | Плей-оф | Плей-оф | Плей-оф | Плей-оф |
| Сезон        | Клуб                 | Ліга         | І                | Г                | П                | О                | ШХ               | І       | Г       | П       | О       | ШХ      |
| ------------ | -------------------- | ------------ | ---------------- | ---------------- | ---------------- | ---------------- | ---------------- | ------- | ------- | ------- | ------- | ------- |
| 1924–25      | «Калгарі Канадіанс»  | CCJHL        | —                | —                | —                | —                | —                | —       | —       | —       | —       | —       |
| 1924–25      | «Калгарі Канадіанс»  | МК           | —                | —                | —                | —                | —                | 2       | 0       | 0       | 0       | 0       |
| 1925–26      | «Калгарі Канадіанс»  | CCJHL        | —                | —                | —                | —                | —                | —       | —       | —       | —       | —       |
| 1925–26      | «Калгарі Канадіанс»  | МК           | —                | —                | —                | —                | —                | 9       | 12      | 2       | 14      | 10      |
| 1926–27      | «Нью-Йорк Рейнджерс» | НХЛ          | 43               | 7                | 3                | 10               | 12               | 2       | 0       | 0       | 0       | 0       |
| 1927–28      | «Нью-Йорк Рейнджерс» | НХЛ          | 42               | 4                | 4                | 8                | 22               | 8       | 0       | 0       | 0       | 30      |
| 1928–29      | «Нью-Йорк Рейнджерс» | НХЛ          | 44               | 10               | 7                | 17               | 38               | 6       | 0       | 2       | 2       | 6       |
| 1929–30      | «Нью-Йорк Рейнджерс» | НХЛ          | 44               | 7                | 12               | 19               | 36               | 4       | 0       | 0       | 0       | 2       |
| 1930–31      | «Нью-Йорк Рейнджерс» | НХЛ          | 44               | 7                | 7                | 14               | 36               | 4       | 3       | 0       | 3       | 2       |
| 1931–32      | «Чикаго Блек Гокс»   | НХЛ          | 48               | 8                | 14               | 22               | 34               | 2       | 0       | 0       | 0       | 2       |
| 1932–33      | «Чикаго Блек Гокс»   | НХЛ          | 48               | 13               | 20               | 33               | 27               | —       | —       | —       | —       | —       |
| 1933–34      | «Чикаго Блек Гокс»   | НХЛ          | 48               | 20               | 16               | 36               | 17               | 8       | 4       | 3       | 7       | 6       |
| 1934–35      | «Чикаго Блек Гокс»   | НХЛ          | 48               | 16               | 23               | 39               | 20               | 2       | 0       | 0       | 0       | 0       |
| 1935–36      | «Чикаго Блек Гокс»   | НХЛ          | 45               | 17               | 23               | 40               | 19               | 2       | 0       | 3       | 3       | 0       |
| 1936–37      | «Чикаго Блек Гокс»   | НХЛ          | 47               | 17               | 18               | 35               | 28               | —       | —       | —       | —       | —       |
| 1937–38      | «Чикаго Блек Гокс»   | НХЛ          | 48               | 22               | 22               | 44               | 14               | 10      | 4       | 3       | 7       | 6       |
| 1938–39      | «Чикаго Блек Гокс»   | НХЛ          | 33               | 5                | 10               | 15               | 33               | —       | —       | —       | —       | —       |
| Усього в НХЛ | Усього в НХЛ         | Усього в НХЛ | 582              | 153              | 179              | 332              | 336              | 48      | 11      | 11      | 22      | 54      |

## Тренерська статистика
| Команда | Сезон   | Регулярний сезон | Регулярний сезон | Регулярний сезон | Регулярний сезон | Регулярний сезон | Регулярний сезон     | Плей-оф                       |
| Команда | Сезон   | І                | В                | П                | Н                | О                | Місце                | Результат                     |
| ------- | ------- | ---------------- | ---------------- | ---------------- | ---------------- | ---------------- | -------------------- | ----------------------------- |
| ЧИК     | 1938–39 | 27               | 4                | 18               | 5                | 13               | 7-е в чемпіонаті НХЛ | не вийшли                     |
| ЧИК     | 1939–40 | 48               | 23               | 19               | 6                | 52               | 4-е в чемпіонаті НХЛ | програш у першому раунді      |
| ЧИК     | 1940–41 | 48               | 16               | 25               | 7                | 39               | 5-е в чемпіонаті НХЛ | програш у другому раунді      |
| ЧИК     | 1941–42 | 48               | 22               | 23               | 3                | 47               | 4-е в чемпіонаті НХЛ | програш у першому раунді      |
| ЧИК     | 1942–43 | 50               | 17               | 18               | 15               | 49               | 5-е в чемпіонаті НХЛ | не вийшли                     |
| ЧИК     | 1943–44 | 50               | 22               | 23               | 5                | 49               | 4-е в чемпіонаті НХЛ | Поразка у фіналі Кубка Стенлі |
| ЧИК     | 1944–45 | 1                | 0                | 1                | 0                | 0                | 5-е в чемпіонаті НХЛ | звільнений                    |
| Усього  | Усього  | 272              | 104              | 127              | 41               | 249              |                      |                               |